# Facing the Giants
Facing the Giants (bra: Desafiando Gigantes) é um filme norte-americano de 2006, do gênero drama, dirigido e estrelado por Alex Kendrick e produzido pela Sherwood Pictures. O elenco de apoio foi composto por voluntários da Sherwood Baptist Church. Filmado em Albany, Geórgia, o filme relata uma história sobre o futebol americano a partir de uma visão cristã evangélica. O filme foi lançado para DVD no início de 2007 e fez a sua estreia na televisão em 21 de setembro de 2008, na Trinity Broadcasting Network. 

## Sinopse
Desafiando Gigantes É a história de Grant Taylor (Alex Kendrick), um treinador de futebol da High School com uma ficha medíocre. Depois de várias temporadas ruins, o Shiloh Eagles considera substituí-lo como treinador. Este não é o único problema que Taylor está enfrentando no entanto, o carro está quebrando, os pais dos jogadores estão tentando demiti-lo, e ele descobre que é a razão pela qual sua esposa, Brooke, não pode engravidar. A fim de encontrar uma solução para estes problemas, ele pede a Deus para ajudar. Ele cria uma filosofia nova e decide treinar para louvar a Deus depois de cada jogo, não importa o resultado. Ao mesmo tempo, ele orienta e convida cada um de seus jogadores a dar o máximo de esforço, e motiva-los a acreditar que podem ganhar sob a orientação de Deus. A partir desse ponto, ele perde apenas um jogo, mas vai acabar por ganhar o campeonato estadual.

## Elenco
| Ator             | Papel            |
| ---------------- | ---------------- |
| Alex Kendrick    | Grant Taylor     |
| Shannen Fields   | Brooke Taylor    |
| James Blackwell  | Matt Prater      |
| Bailey Cave      | David Childers   |
| Steve Williams   | Larry Childers   |
| Tracy Goode      | Brady Owens      |
| Jim McBride      | Bobby Lee Duke   |
| Tommy McBride    | Jonathan Weston  |
| Jason McLeod     | Brock Kelley     |
| Chris Willis     | J.T. Hawkins Jr. |
| Ray Wood         | Mr. Bridges      |
| Danyell Allnecar | Houston Alicia   |

## Bilheteria
O filme foi orçado em 100 mil dólares e arrecadou mais de  10 milhões dólares.

## Produção
O filme foi rodado em de alta definição fita de vídeo digital (usando o Varicam Panasonic) e transferidos para película. Usando times reais de futebol da High School, as seqüências de ação de futebol foram disparados pelo diretor de fotografia do filme, Bob Scott, que é um veterano fotógrafo para NFL Films. Outro técnico da NFL Films, Rob Whitehurst, gravou o som do filme.

## Trilha Sonora
- 1.Come Together - Third Day
- 2.Voice of Truth - Casting Crowns
- 3.Facing the Giants Theme (Score) - Mark Willard
- 4.I'm Finding You - Bebo Norman
- 5.The Deathcrawl (Score) - Mark Willard
- 6.Completely - Ana Laura
- 7.A Gift from God (Score) - Mark Willard & Alex Kendrick
- 8.Come on Back to Me - Third Day
- 9.Never Give Up on Me - Josh Bates
- 10.The Fight (Score) - Mark Willard
- 11.With You - Mark Willard
- 12.Attempting the Impossible (Score) - Mark Willard & Alex Kendrick